# Jean-Baptiste Charles Hallot
Jean Baptiste Charles Hallot, né le 29 juillet 1729 à Verdun (Meuse) et mort en 1799, est un général de division de la Révolution française.

## États de service
Il est promu maréchal de camp le 9 mars 1788 et lieutenant-général le 25 mai 1792, dans l’armée du Centre. Soupçonné de vouloir émigrer, il est arrêté et emprisonné le 20 septembre 1792. 
Libéré par décision du tribunal de Châlons-sur-Marne le 28 novembre 1792, il reste sans emploi. Il est réintégré le 8 mars 1793, à l’armée du Rhin. Il commande à Besançon et à Strasbourg avant d’être admis à la retraite le 28 octobre 1794.

## Sources
- (en) « Generals Who Served in the French Army during the Period 1789 - 1814: Eberle to Exelmans »
- (pl) « Napoléon.org.pl »
- Léon Hennet, Etat militaire de France pour l’année 1793, Siège de la société, Paris, 1903, p. 7.